# Herb Wilna

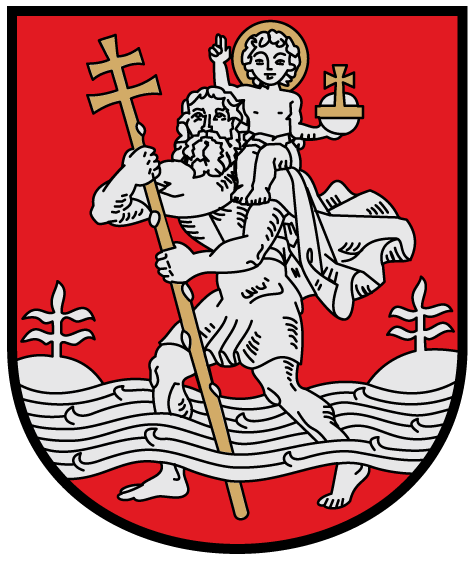
Herb Wilna

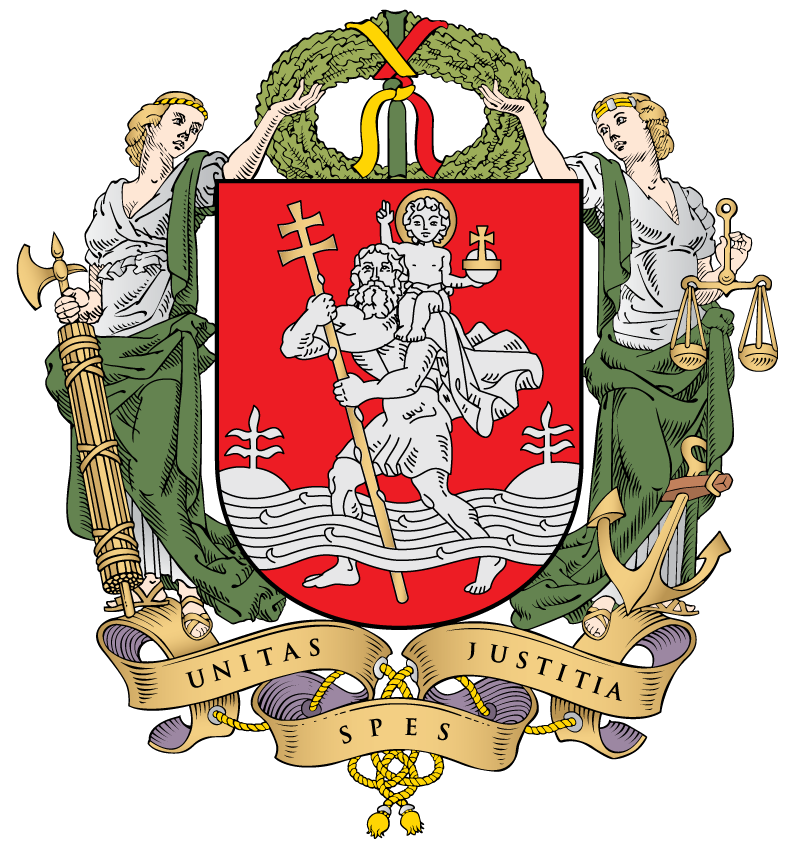
Litewski wielki herb Wilna (od 1991)

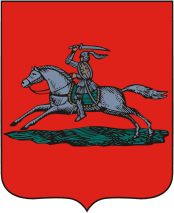
Herb Wilna z czasów zaborów

Herb Wilna – herb miejski Wilna przedstawia w polu czerwonym świętego Krzysztofa niosącego na barkach Dzieciątko Jezus. Trzymaczami heraldycznymi są dwie kobiety, trzymacz po prawej stronie herbu prawej ma topór przewiązany rózgami liktorskimi (symbol jedności), trzymacz po lewej wagę (symbol sprawiedliwości) oraz kotwicę (znak nadziei). Tarczę wieńczy wieniec laurowy przepasany wstęgami zieloną, złotą i czerwoną. Dewiza herbowa z napisem Unitas, Justitia, Spes (łac. Jedność, Sprawiedliwość, Nadzieja).
Herb miastu został nadany w 1330 roku i przedstawiał idącego przez fale św. Krzysztofa, niosącego na barkach Dzieciątko Jezus. W roku 1568 Zygmunt II August po raz pierwszy wspominiał o symbolach umieszczonych na pieczęci Wilna, a w jednym z jego listów widoczna jest pieczęć, przedstawiająca obecny motyw z herbu wileńskiego. Święty przedstawiony jest na tej pieczęci z podwójnym krzyżem na lasce, który jeszcze w XVI wieku zamieniono na wyrwane drzewo.